# Euro Truck Simulator
Euro Truck Simulator je trojrozměrná počítačová hra pro systém Microsoft Windows, vyrobená společností SCS Software. Využívá firemní technologii Prism3D. Náplní hry je převážení zboží z jednoho nákladního doku do jiného pomocí kamionu. Hra byla vydána v roce 2008.

## Pravidla
Cílem hry je dosáhnout mistrovské úrovně. Hráč postupně plní zadané úkoly, za které získává zkušenostní body. Jde především o doručení nepoškozeného nákladu, získání licencí na nebezpečný náklad, rozšiřování působnosti do dalších států nebo nákup nového tahače.
Za každou dovezenou zásilku je hráč ohodnocen i finančně (hra používá měnu Euro, ale lze ji změnit i na ostatní měny, včetně České koruny). Peníze může investovat do vylepšování tahače, nákupu licencí atp. Hráč však utrácí peníze i za palivo, případné opravy nebo pokuty za nedodržení pravidel silničního provozu. Po splnění posledního úkolu končí kampaň, ne však hra jako taková, hráč může dále pokračovat.

## Verze hry

### Microsoft Windows
Pro původní verzi 1.0 existují rozšíření ve formě patche na verzi 1.2 (který přidává do hry další možnosti) a 1.3 (drobné opravy v enginu hry). Někteří vydavatelé (Excalibur Publishing, Rondomedia) prodávají hru s již aplikovaným patchem pod názvem Euro Truck Simulator Gold Edition. Ve Spojených státech se tato hra prodává pod názvem Big Rig Europe.

### Mac OS X
V roce 2012 byla hra portována na operační systém Mac OS X pod číselnou verzí 1.4 (obsahuje stejné herní možnosti jako verze 1.3 pro PC) a dále upgradována na 1.4.2 (opravena kompatibilita herních periferií).

## Herní svět
Hra se odehrává v západní a střední části kontinentální Evropy, od verze 1.2 je přidán i ostrov Velké Británie. Každý ze států obsahuje jedno až tři města. Před začátkem kampaně si hráč vybere zemi, ve které chce začít, a je přemístěn do jejího hlavního města.
| Stát               | Města ve hře                           | Poznámka     |
| ------------------ | -------------------------------------- | ------------ |
| Belgie             | Brusel                                 |              |
| Česko              | Praha, Brno                            |              |
| Francie            | Bordeaux, Lyon, Paříž                  |              |
| Itálie             | Milán, Řím                             |              |
| Německo            | Berlín, Frankfurt nad Mohanem, Mnichov |              |
| Nizozemsko         | Amsterdam                              |              |
| Polsko             | Varšava                                |              |
| Portugalsko        | Lisabon                                |              |
| Rakousko           | Vídeň                                  |              |
| Spojené království | Londýn, Manchester, Newcastle          | od verze 1.2 |
| Španělsko          | Barcelona, Madrid                      |              |
| Švýcarsko          | Bern                                   |              |

V každém městě je několik firem, reprezentovaných nákladními doky, ve kterých je možné přijmout zakázku a odvézt návěs do jiného města. Firmy jsou čistě fiktivní. Některé nabízí běžné spotřební zboží, jsou však zastoupeny i chemičky, zemědělská družstva nebo stavební společnosti. Do některých firem lze náklad pouze přivézt, nenabízí zakázky.
| Společnost  | Města, ve kterých má společnost nákladní dok                         | Poznámka                                            |
| ----------- | -------------------------------------------------------------------- | --------------------------------------------------- |
| BCP         | Manchester                                                           | od verze 1.2                                        |
| EuroAcres   | Bern, Bordeaux, Lisabon, Madrid, Varšava                             | od verze 1.2 také Newcastle                         |
| EuroGoodies | Barcelona, Berlín, Bern, Brusel, Milán, Paříž, Praha, Varšava, Vídeň | od verze 1.2 také Londýn a Manchester               |
| FCP         | Lyon                                                                 |                                                     |
| ITCC        | Milán                                                                |                                                     |
| Kaarfor     | Bern, Bordeaux, Brusel, Frankfurt nd Mohanem, Madrid, Paříž          | pouze přijímá                                       |
| LKWLog      | Mnichov                                                              |                                                     |
| NBFC        | Praha                                                                |                                                     |
| Posped      | Lisabon                                                              |                                                     |
| SanBuilders | Lisabon, Milán, Mnichov, Paříž                                       | pouze přijímá, od verze 1.2 také Manchester         |
| Sellplan    | Amsterdam, Barcelona, Berlín, Mnichov, Praha, Vídeň                  | pouze přijíma, od verze 1.2 také Londýn a Newcastle |
| Stokes      | Londýn, Newcastle                                                    | od verze 1.2                                        |
| Tradeaux    | Lyon                                                                 |                                                     |
| Trameri     | Řím                                                                  |                                                     |
| Transinet   | Amsterdam                                                            |                                                     |
| Tree-ET     | Frankfurt nad Mohanem, Lyon, Madrid                                  |                                                     |
| WGCC        | Frankfurt nad Mohanem                                                |                                                     |

Města jsou spojena dálnicemi a v několika případech menšími silnicemi, postavenými částečně na základech skutečného světa. Spojení mezi kontinentální částí a Velkou Británií zajišťuje trajekt mezi Calais a Doverem. Před cestou do Velké Británie si však hráč bude muset nainstalovat patch 1.2 nebo 1.3. Samotná hra pod 1.2 Velkou Británii neobsahuje.

### Čerpací stanice
Čerpací stanice se ve hře nacházejí pouze na dálnicích a mimoměstských silnicích. V hře se nachází hned několik typů stanic. Stanice na dálnicích jsou většinou vybudované v obou směrech provozu, existují ale i stanice pouze v jednom směru, které neumožňují vjezd ze směru druhého. Čerpací stanice se také nacházejí na každém hraničním přechodu. Ceny nafty jsou různé. Nejdražší jsou zpravidla ty, které se nacházejí na hraničních přechodech. Stanice na klasických silnicích jsou zpravidla jednosměrné, jsou ale přístupné (i když obtížně) i ze směru druhého. Všechny stanice jsou vybaveny odpočívadly.

### Prodejny tahačů
Prodejny tahačů lze spatřit v každém hlavním městě daného státu. Všechny jsou otevřeny od pondělí do soboty v čase od 8:00 do 18:00. Každá prodejna nabízí všechny dostupné tahače ve hře. Prodejny jsou vybaveny parkovištěm, kde lze tahače odstavit a vyspat se. U prodejen se taky nacházejí autodílny, kde lze tahače opravovat, vylepšovat a nastříkat jinou barvou. V městech, která nejsou hlavní, se nachází pouze autodílna s přilehlým parkovištěm.

## Tahače
Tahače jsou vymodelovány podle reálných předloh, ve hře jsou však použity fiktivní názvy značek. Celkem se jedná o čtyři značky, z nichž každá je zastoupena třemi výkonnostně odlišnými variantami. Jak hráč postupuje ve hře, může vylepšovat stávající tahač nebo koupit nový. Tabulka ukazuje seznam dostupných tahačů bez vylepšení - tak, jak je hráč může koupit v prodejně.
| Tahač             | Výkon           | Točivý moment [Nm] | Počet a objem válců | Stupňů převodovky | Objem nádrže [l] | Cena      |
| ----------------- | --------------- | ------------------ | ------------------- | ----------------- | ---------------- | --------- |
| Majestic, třída A | 425 kW (578 hp) | 2700               | 8, 16 l             | 14                | 850              | € 176 900 |
| Majestic, třída B | 370 kW (503 hp) | 2400               | 8, 16 l             | 12                | 650              | € 124 500 |
| Majestic, třída C | 320 kW (435 hp) | 2100               | 6, 12 l             | 9                 | 590              | € 97 800  |
| Runner, třída A   | 368 kW (500 hp) | 2450               | 6, 12,8 l           | 14                | 950              | € 174 900 |
| Runner, třída B   | 339 kW (460 hp) | 2300               | 6, 12,8 l           | 12                | 800              | € 117 900 |
| Runner, třída C   | 302 kW (410 hp) | 1900               | 6, 10,8 l           | 9                 | 600              | € 94 800  |
| Swift, třída A    | 456 kW (620 hp) | 3000               | 8, 16 l             | 14                | 900              | € 170 900 |
| Swift, třída B    | 412 kW (560 hp) | 2700               | 8, 16 l             | 12                | 700              | € 125 100 |
| Swift, třída C    | 345 kW (470 hp) | 2200               | 6, 12 l             | 9                 | 650              | € 95 700  |
| Valiant, třída A  | 485 kW (660 hp) | 3100               | 6, 16 l             | 14                | 890              | € 182 900 |
| Valiant, třída B  | 426 kW (580 hp) | 2800               | 6, 16 l             | 12                | 650              | € 128 300 |
| Valiant, třída C  | 353 kW (480 hp) | 2400               | 6, 12,8 l           | 9                 | 600              | € 96 500  |

Reálná předloha tahačů značky Majestic je model značky Mercedes-Benz, a to konkrétně typ Actros. Tahače této značky patří ve hře k těm dražším.
Reálná předloha tahačů značky Runner je model značky Renault, a to konkrétně typ Magnum. Tahače této značky patří ve hře k těm levnějším. V jednotlivých třídách většinou nabízejí největší objem nádrže.
Reálná předloha tahačů značky Swift jsou modely značky Scania, a to konkrétně řady R. Tahače této značky jsou vzhledem k jejím vlastnostem cenově velmi výhodné.
Reálná předloha tahačů značky Valiant jsou modely značky Volvo, a to konkrétně řady FH. Tahače této značky jsou ve hře nejdražší, nabízí ovšem také největší výkon.

## Editor a modifikace
Hra obsahuje editor, pomocí kterého si hráč může vytvořit svou herní mapu nebo upravit stávající. SCS Software neposkytuje k editoru technickou podporu, avšak na internetu lze nalézt návody k jeho ovládání. Pomocí utilit třetích stran vyrábějí fanoušci také další doplňky ke hře, jako tahače, návěsy nebo jiné 3D modely.

## Ocenění

### EuroTra Safety Award
Hra byla v roce 2008 oceněna organizací EuroTra za pedagogický přínos.

## Euro Truck Simulator 2
V roce 2012 vyšlo po všech stránkách rozšířené a vylepšené pokračování, Euro Truck Simulator 2. To přineslo trojnásobný počet destinací, licencované tahače a hustší silniční síť. Nově je také podporovaný operační systém Linux a Mac OS X.